# Navid
Navid (persan : نوید) ou Navid-e Elm-o San'at (persan : نوید علم و صنعت, « Bonne nouvelle de la science et de la technologie ») est un satellite d'observation de la Terre iranien expérimental de petite taille lancé le 3 février 2012 par une fusée Safir.

## Historique
Navid est le troisième satellite artificiel entièrement développé en Iran. Il a été lancé par une nouvelle version de la fusée Safir dont le second étage dispose d'une poussée augmentée d'environ 20 %. Comme pour les deux précédents lancements, la fusée a décollé depuis la Base de lancement de Semnan dans la province de Semnan. Le satellite a été placé sur une orbite basse de 377 × 281 km avec une inclinaison de 56°. Il est resté en orbite deux mois avant d'être détruit en effectuant une rentrée atmosphérique le 1er avril 2012.

## Caractéristiques techniques
Selon l'agence de presse iranienne IRNA, ce nanosatellite de 50 kg se caractérise par rapport au satellites iranien  lancé précédemment, Rasad 1, d'un système de contrôle d'attitude amélioré, une caméra dotée d'une meilleure résolution optique (400 mètres) et des cellules solaires de meilleure qualité. Le satellite devait fournir des images de haute précision destinées à l'observation météorologique et au suivi des désastres naturels. Le satellite a été développé par des étudiants de l'Université des sciences et de technologie d'Iran (en) pour le compte de l'Agence spatiale iranienne.